# Edna May Oliver

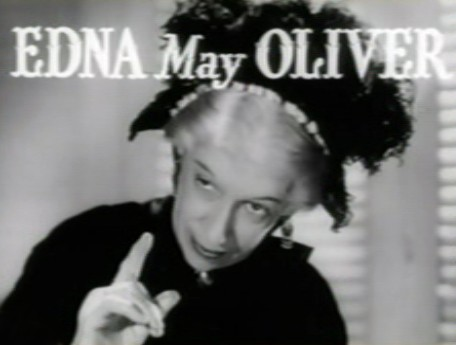
Oliver i trailern till Unga kvinnor 1933.

Edna May Oliver, eg. Edna May Nutter, född 9 november 1883 i Malden, Massachusetts, död 9 november 1942 i Los Angeles, Kalifornien, var en amerikansk skådespelare.
Oliver var dotter till en framgångsrik börsmäklare. 
Scendebut 1912, filmdebut 1922. Med sitt excentriska sätt spelade hon ofta litet underliga eller sarkastiska ungmör. En av hennes mest minnesvärda roller är den som Aunt Betsy Trotwood i David Copperfield (1934). Hon nominerades för en Oscar för bästa kvinnliga biroll som änkan McKlennar i Flammande vildmark (1939).
Edna May Oliver drabbades plötsligt av svåra tarmbesvär och avled på sin födelsedag, den 9 november 1942.

## Filmografi i urval
- Wife in Name Only (1923)
- The American Venus (1926)
- Fanny Foley Herself (1931)
- Unga kvinnor (1933)
- Alice i underlandet (1934)
- David Copperfield (1934)
- I skuggan av giljotinen (1935)
- Romeo och Julia (1936)
- Flammande vildmark (1939)
- En man för Elizabeth (1940)